# Any Pereyra
Ana María Pereyra (Corrientes, 12 de septiembre de 1971) es una política argentina. Es conocida por liderar y dirigir el Partido Liberal de Corrientes. En 2013 fue elegida viceintendenta de la ciudad de Corrientes, hasta 2017.

## Labor política
En 2013 asumió la viceintendencia de la ciudad de Corrientes. En su mandato como viceintendeta dio soluciones habitacionales y de infraestructura en la ciudad.
En 2017 fue elegida diputada provincial por la provincia de Corrientes. Desde entonces ha generado e impulsado diversas causas del ámbito social, inclusivo, cultural y económico.
En 2020, en plena pandemia, presentó diversos proyectos en la Cámara de Diputados. Entre los que se destacaron cuatro propuestas de nuevas leyes para la provincia:
- Preservar a madres y bebés por nacer: Implementar un sistema de contención integral del embarazo y preservar la vida de la persona por nacer, proveyendo alternativas para cuidar la salud de ambos y evitar interrumpir el embarazo.[6]
- El voto joven: "Es un proyecto que debe avanzar porque existe una decisión política de hacerlo, desde las declaraciones del gobernador Valdés de avanzar sobre una reforma política y de nombrar específicamente estos temas, así también como la boleta única electrónica, creo que hay un acuerdo político de desarrollar e implementar estos tratamientos”.[7]
- Paridad de género: Tiene que alcanzar la paridad de género en la Legislatura.[8]
- Ficha electoral limpia: Buscan evitar que haya candidatos con causas penales. La propuesta tiene el objetivo de impedir que personas que tengan condenas se postulen para cargos legislativos en turnos electorales municipales o provinciales.  [9]

Fue una de las legisladoras que más proyectos presentó apenas llegó a la Cámara baja, en 2017.[cita requerida]
En el año 2021, fue reelecta en su cargo de diputada provincial.